# لوروا شيلد
لوروا شيلد (بالإنجليزية: Leroy Shield)‏ (و. 1893 – 1962 م) هو موزع (موسيقى)، وعازف بيانو، وملحن، ومؤلفو موسيقى تصويرية أمريكي، ولد في واسيكا، يستخدم آلات بيانو، توفي في فلوريدا، عن عمر يناهز 69 عاماً.

## وصلات خارجية
- لوروا شيلد على موقع IMDb (الإنجليزية)
- لوروا شيلد على موقع ميوزك برينز (الإنجليزية)
- لوروا شيلد على موقع ديسكوغز (الإنجليزية)
- لوروا شيلد على موقع قاعدة بيانات الفيلم (الإنجليزية)
- لوروا شيلد في قاعدة بيانات الأفلام على الإنترنت